# Ornithogalum bicornutum
Ornithogalum bicornutum är en sparrisväxtart som beskrevs av Frances Margaret Leighton. Ornithogalum bicornutum ingår i släktet stjärnlökar, och familjen sparrisväxter. Inga underarter finns listade i Catalogue of Life.